# Walter Becker (musicista)
Walter Carl Becker (New York, 20 febbraio 1950 – 3 settembre 2017) è stato un chitarrista e bassista statunitense. 
Ha fatto parte degli Steely Dan fin dal loro esordio nel 1971, partecipando da sempre al duo base.

## Carriera
Becker è cresciuto nella Contea di Westchester e a Forest Hills, diplomandosi nel 1967 alla Stuyvesant High School di Manhattan. Dopo un inizio con il sassofono, passò alla chitarra e fu introdotto alle tecniche del blues da Randy Wolfe che, come Randy California, fondò di lì a poco il gruppo Spirit.
Ebbe l'occasione di incontrare il suo futuro partner musicale, l'altra metà degli Steely Dan, Donald Fagen, al Bard College in Annandale-on-Hudson. La carriera giovanile di Becker e Fagen comprese una collaborazione con Jay and the Americans sotto pseudonimo nei primi anni '70 con diversi ruoli prima di formare gli Steely Dan.
Dopo la rottura degli Steely Dan nel 1981, Becker si trasferì alle Hawaii ed iniziò una carriera come produttore musicale, diventando il produttore di artisti e gruppi diversi come Rickie Lee Jones, China Crisis e Michael Franks. Becker è di fatto considerato uno dei cinque membri effettivi dei China Crisis nel loro album del 1985 (che ha anche prodotto) Flaunt The Imperfection. Degli stessi ha prodotto anche alcuni brani di Diary of a Hollow Horse, del 1989, benché a quel tempo non fosse più considerato membro della band.
Becker si riunì per breve tempo con Fagen per collaborare all'album di esordio della cantante statunitense Rosie Vela, con una precedente carriera di modella.  La loro collaborazione si rinnovò a metà anni '90 quando intrapresero un tour nuovamente come Steely Dan (1993), e nello stesso anno Becker produsse l'album di Fagen Kamakiriad. A sua volta, Fagen co-produsse il tardivo album di esordio come solista di Becker, 11 Tracks of Whack (1994).
Becker e Fagen si riunirono nuovamente nel 2000 per pubblicare il primo album da studio negli ultimi vent'anni degli Steely Dan, Two Against Nature, che si guadagnò il Grammy Award come Album dell'anno. Nel 2003 seguì Everything Must Go.
Becker negli ultimi tempi abitava a New York: stava lavorando a un altro album solista quando morì a causa di un tumore all'esofago. Aveva 67 anni.
È presente nella Long Island Music Hall of Fame del 2007.

## Discografia solista
- 11 Tracks of Whack (1994)
- Circus Money (2008)